# Otto Caracciola
Otto Johann August Caracciola (* 31. Mai 1815 in Andernach; † 2. Januar 1886 in Remagen) war ein deutscher Weinhändler, Hotelier und Politiker. Er war Mitglied des Vorparlaments.

## Familie

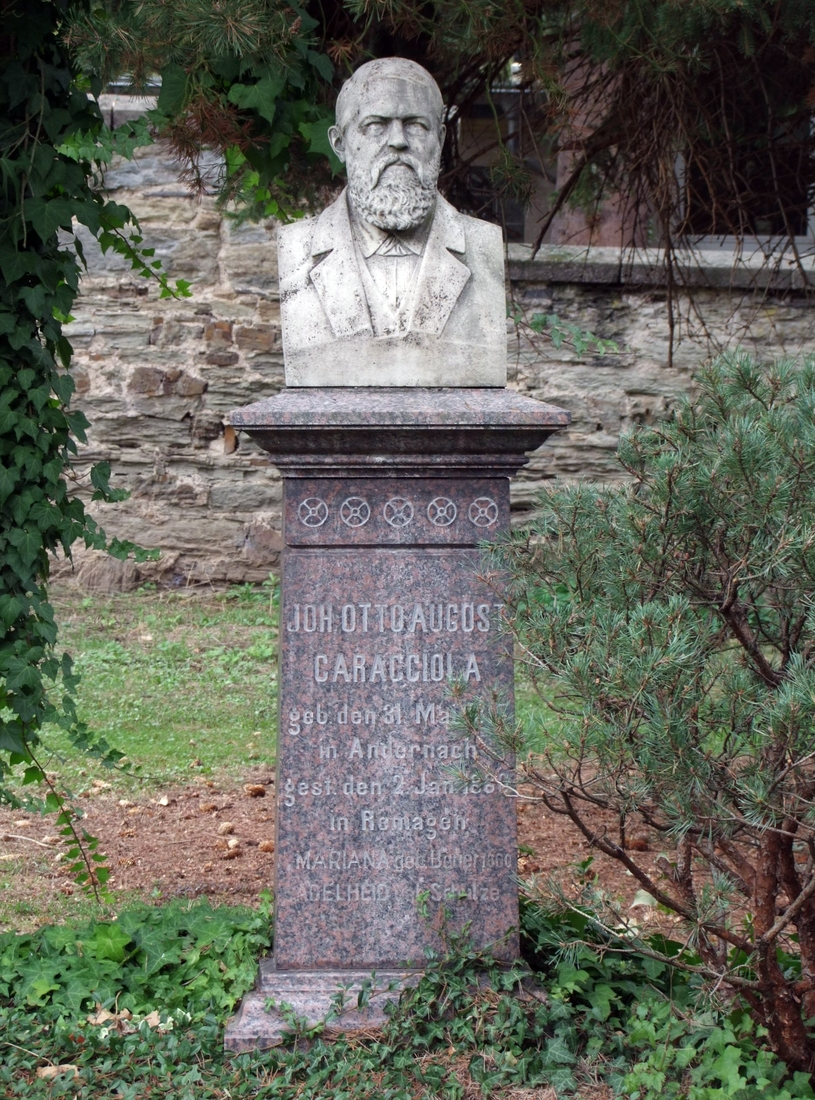
Grabmal von Johann August Otto Caracciola auf dem Alten Friedhof Remagen

Otto Caracciola heiratete am 31. Mai 1838 Marianne Bauer († 1860), das Paar bekam 13 Kinder. Am 18. Februar 1864 heiratete er Adelheid Schulz († 1885), das Paar bekam 6 Kinder. Otto Caracciola und seine beiden Ehefrauen sind im Familiengrab auf dem Alten Friedhof in Remagen begraben.
Der Automobilrennfahrer Rudolf Caracciola ist sein Enkel.

## Leben und Wirken
Caracciola ging in Andernach zur Schule und wechselte dann auf die Handelsschule in Köln. 1833 diente er in Köln als Einjährig-Freiwilliger bei der Artillerie. Seine Pläne, in Danzig Seemann zu werden, ließ er fallen. Gemeinsam mit einem Freund betrieb er in Andernach ein Weingeschäft, das 1843 in Konkurs ging. Daraufhin ging er nach Remagen, wo er die Agentur der Kölner Dampfschiffahrts-Gesellschaft übernahm und bis 1875 führte. In Remagen eröffnete er 1845 das Hotel Fürstenberg, das er 1858 aufgrund des gestiegenen Fremdenverkehrs vergrößerte. 1870 übernahm er zusätzlich das Hotel Zum König von Preußen. Er war auch im Weinhandel tätig und erbaute in den 1880er Jahren den Apollinaris-Weinkeller in Remagen.
1848 war er für Remagen Mitglied des Vorparlaments. Caracciola war lange Zeit Mitglied der Remagener Stadtverordnetenversammlung. Er initiierte die am 11. Juni 1869 erfolgte Gründung eines Vereins der Gasthof-Besitzer, zu deren Aufsichtsratsvorsitzenden er gewählt wurde.